# Jordi Doce
Jordi Doce (Gijón, 1967) es un poeta y traductor español. También ha practicado el género del aforismo y durante años ha dado clases de escritura creativa y gestión cultural y editorial. Actualmente es coordinador de la colección de poesía de la editorial Galaxia Gutenberg y crítico de poesía del suplemento La Lectura del diario El Mundo.
Su poesía, que empezó dentro de la órbita post-simbolista (con un fuerte acento meditativo y metafísico), se ha ido haciendo más narrativa y fragmentaria con el tiempo, impregnándose de elementos expresionistas. Sus dos últimos poemarios, No estábamos allí y Maestro de distancias, han sido elegidos mejor libro poesía del año por el suplemento El Cultural.
Ha sido incluido en varias antologías, entre las que destacan Las moradas del verbo. Poetas españoles de la democracia, ed. Ángel Luis Prieto de Paula (Calambur, 2010) y La cuarta persona del plural. Antología de poesía española contemporánea (1978-2015), ed. Vicente Luis Mora (Vaso Roto, 2016).

## Formación y actividad laboral
Doce es licenciado en Filología Inglesa por la Universidad de Oviedo. Entre 1993 y 1995 fue lector de español en la Universidad de Sheffield, donde en 1995 obtuvo el Master in Philosophy con una tesina sobre el poeta inglés Peter Redgrove y cinco años más tarde se doctoró con una tesis sobre la influencia del romanticismo inglés en la poesía española contemporánea, base de su ensayo Imán y desafío (2005).
Posteriormente ha sido lector de español en la Universidad de Oxford (1997-2000), editor en la revista Letras Libres (2001-2004), responsable del Área de Edición del Círculo de Bellas Artes de Madrid (2007-2013) y director de la oficina española de la editorial hispano-mexicana Vaso Roto (2013-2016).
Participó en la creación de las colecciones de poesía asturianas Heracles y Nosotros y Nómadas, y fue miembro de la redacción de la revista Solaria. Desde 2010 codirige con el poeta Álvaro Valverde la colección de poesía Voces sin Tiempo de la Fundación Ortega Muñoz.

## Traducción
Ha realizado una intensa labor de traducción de poetas y escritores de lengua inglesa, entre ellos W. H. Auden, Paul Auster, William Blake, Lewis Carroll, Anne Carson, T. S. Eliot, Ted Hughes, Sylvia Plath, Charles Simic o W. B. Yeats. En 2018 publicó Libro de los otros, que reúne las traducciones comentadas de poesía que fue dando a conocer en su blog.

### Poesía
- La anatomía del miedo (Ayto. León, 1994; Premio Antonio González de Lama)
- Diálogo en la sombra (Ateneo Obrero de Gijón, 1997)
- Lección de permanencia (Pre-Textos, 2000)[3]
- Otras lunas (DVD Ediciones, 2002; Premio de Poesía Ciudad de Burgos)
- Gran angular (DVD Ediciones, 2005)
- Poética y poesía (Fundación Juan March, 2008)[4]
- Nada se pierde. Poemas escogidos, 1990-2015 (Universidad de Zaragoza, 2015)
- No estábamos allí (Pre-Textos, 2016; Premio Nacional de Poesía Meléndez Valdés; mejor libro de poesía del año según El Cultural)[5]
- En la rueda de las apariciones. Poemas, 1990-2019 (Ars Poetica, 2019)[6]
- Inminente y ajeno [con el fotógrafo José Ramón Cuervo-Arango] (El Lotófago, 2021)
- Maestro de distancias (Abada, 2022; mejor libro de poesía del año según El Cultural)[7]

### Aforismos, textos breves
- Bestiario del nómada (Eneida, 2001)
- Hormigas blancas. Notas, 1992-2003 (Bartleby, 2005)
- Perros en la playa [ilustraciones de Javier Pagola] (La Oficina, 2011)[8]
- Todo esto será tuyo (Pre-Textos, 2021)[9]

### Ensayos y artículos
- Imán y desafío. Presencia del romanticismo inglés en la poesía española contemporánea (Península, 2005; IV Premio de Ensayo Casa de América)
- Curvas de nivel. Artículos, 1997-2002 (Artemisa, 2005). Nueva edición ampliada: Siltolá, 2017.
- La ciudad consciente. Ensayos sobre T.S. Eliot y W.H. Auden (Vaso Roto, 2010)
- Las formas disconformes. Lecturas de poesía hispánica (Libros de la Resistencia, 2013)
- Zona de divagar. Ensayos y fragmentos (Vaso Roto, 2014)
- La puerta verde. Lecturas de poesía angloamericana contemporánea (Saltadera, 2019)

### Otros
- La puerta del año (Diario enero-febrero 2004) (Antigua Imprenta Sur, 2007)
- La vibración del hielo (Diario 1998) (Littera Narrativa, 2008)
- Don de lenguas. Entrevistas literarias (Confluencias, 2015)
- Libro de los otros. (Trea, 2018)
- La vida en suspenso. Diario del confinamiento (Fórcola, 2020)

### Como editor
- Agenda: Spanish Issue (Agenda Review, Londres, 1997)
- Poesía en traducción (Círculo de Bellas Artes, 2007)
- (con Andrés Sánchez Robayna) Poesía hispánica contemporánea (Galaxia Gutenberg, 2005)
- (con Marta Agudo) Pájaros raíces: En torno a José Ángel Valente (Abada, 2010)

### Traducciones al extranjero
- Nothing Is Lost. Selected Poems (trad. Lawrence Schimel, Shearsman, Gran Bretaña, 2017)
- We Were Not There (trad. Lawrence Schimel, Shearsman, Gran Bretaña, 2019)
- Nu eram acolo / No estábamos allí (trad. Melania Stancu, Junimea, Rumanía, 2020)
- Lam nacún hunaq (trad. Samir Moudi, Dar Khotot, Jordania, 2021; Maison de la Poésie, Marruecos, 2022)
- Wir Waren Nicht Da (trad. André Otto, Jenior, Alemania, 2023)
- Noi non c’eravamo (trad. Stefano Pradel, Passigli, Italia, 2023)
- Master of Distances (trad. Terence Dooley, Shearsman, Gran Bretaña, 2023)